# АНТ-46
 АНТ-46 «дальний истребитель восьмой ДИ-8» — тяжелый двухмоторный трехместный истребитель, опытный.
Одновременно с работами по АНТ-40 «средний бомбардировщик СБ» в бригаде А. А. Архангельского велась разработка истребительного варианта самолета. Новая модификация представляла дальний трёхместный истребитель с мощным наступательным и оборонительным вооружением.

## Разработка
Самолёт предназначался для сопровождения скоростных бомбардировщиков и отличался от базового СБ моторами и составом вооружения. Основным наступательным оружием планировалось использовать две крыльевые динамореактивные пушки ДРП типа «авиационная пушка Курчевского» АПК-4 калибра 76 мм. Вспомогательным вооружением были два неподвижных крупнокалиберных пулемёта ШВАК калибра 12,7 мм  в центроплане и один — в носовой турели.  На самолёте установили французские моторы Гном-Рон «Мистраль Мажор» К-14. 
Летом 1935 года самолёт был построен и совершил первый полёт. Заводские испытания продолжались до июня 1936 года.
Работы по ДРП Курчевского были прекращены в связи с появлением на вооружении реактивных снарядов РС. АНТ-46 по этой причине предполагалось перевооружить — четыре пушки ШВАК в крыле или пять пушек в подфюзеляжном быстросъёмном контейнере. Для улучшения лётных характеристик были выполнены работы: сделаны новые отъёмные части крыла, горизонтальное оперение и руль направления с роговой компенсацией. Предполагалась установка советских моторов АМ-34.
Через год все работы по машине были свёрнуты; на государственные испытания самолёт не передавался.

## Конструкция[1]
Двухмоторный цельнометаллический среднеплан. Технологически фюзеляж состоял из трех частей, которые собирались в отдельных стапелях, затем стыковались на общей сборке.
В носовой части располагалось рабочее место штурмана, которое было закрыто прозрачным обтекателем. Штурман попадал в самолет через нижний люк, через этот же люк он покидал самолет при аварийной ситуации. 
Средняя часть фюзеляжа собиралась вместе с центропланом крыла. В ней размещалась кабина летчика, которая закрывалась прозрачным фонарем, сдвигаемым назад.
Задняя часть фюзеляжа собиралась совместно с хвостовым оперением. Здесь размещалось рабочее место стрелка-радиста, его закрывал фонарь, который смещался вперед.
Силовая установка - два двигателя с воздушным охлаждением мощностью по 800 л.с. Винты двухлопастные деревянные диаметр 3,4 м. Двигатели располагались в передней части центроплана в мотогондолах, внутри мотогондол крепились два маслобак емкостью по 45 л каждый.

## Основные технические данные

### Технические характеристики
- Экипаж: 3 человека
- Длина: 12,24 м
- Размах крыла: 20,3 м
- Площадь крыла: 55,7 м²
- Масса:
  - пустого: 4180 кг
  - нормальная взлётная масса: 5910 кг
  - топлива: 550 кг

### Двигатель
- Тип двигателя: 2 поршневых двигателя
- Модель: 2 × М-85
- Мощность: 2 × 800 л. с.

### Лётные характеристики
- Максимальная скорость:
  - у земли: 382 км/ч
  - на высоте: 404 км/ч
- Время набора высоты: 5000 м за 11,5 мин
- Практический потолок: 8570 м
- Дальность полёта: 1780 км.

### Вооружение
- Пулемётно-пушечное:
  - 2 × 76,2 мм безоткатные пушки АПК-4, 15 снарядов
  - 2 × 20 мм пушки ШВАК и  1 х 7,62 мм пулемёт ШКАС в фюзеляже
  - 1 х 12.7-мм подвижный пулемет ШВАК
  - 2 × 7,62 мм турельные пулеметы ШКАС
- Боевая нагрузка: до 250 кг